# ISO 3166-2:AD
ISO 3166-2:AD és el subconjunt per a Andorra de l'estàndard ISO 3166-2 publicat per l'Organització Internacional per a l'Estandardització (ISO) que defineix els codis de les principals subdivisions administratives.
Els codis ISO 3166-2 per a Andorra estan definits per a les 7 parròquies d'Andorra. Cada codi consta de dues parts, separades per un guió. La primera part és AD, el codi ISO 3166-1 alfa-2 per a Andorra. La segona part són de dos dígits:
- 02–06: parròquies anteriors al 1978 (excepte Andorra la Vella)
- 07–08: Andorra la Vella i Escaldes-Engordany (separades el 1978)

## Codis actuals
Els codis actuals es van crear en el butlletí d'informació núm. I-8 del 17-04-2007.
Llista dels codis, amb els noms i l'ordre tal com estan publicats:
| Codi  | Nom                 |
| ----- | ------------------- |
| AD-07 | Andorra la Vella    |
| AD-02 | Canillo             |
| AD-03 | Encamp              |
| AD-08 | Escaldes-Engordany  |
| AD-04 | La Massana          |
| AD-05 | Ordino              |
| AD-06 | Sant Julià de Lòria |